# Газаров, Камо Александрович
Камо Александрович Газаров (узб. Kamo Aleksandrovich Gazarov; 5 декабря 1959, Самарканд, Узбекская ССР, СССР — 14 февраля 2018, Калининград, Россия) — советский и узбекистанский футболист, игравший на позициях защитника и полузащитника. После завершения игровой карьеры являлся тренером.

## Карьера
Камо Газаров начинал карьеру в 1985 году в составе самаркандского «Динамо». В сезоне 1985 года сыграл 21 матч и забил один гол. Про карьеру Газарова в период 1986—1989 и 1991—1992 годов нет точной достоверной информации. В течение 1990 года выступал за клуб «Шердор», за которое сыграл семь матчей и забил один гол. В 1993 году выступал за самаркандское «Динамо», за которого сыграл 23 матча и забил один гол.

### Карьера в качестве тренера
После завершения карьеры в качестве футболиста стал тренером и работал в различных структурах самаркандского «Динамо». До 2010 года был одним из младших тренеров в этом клубе. В сезонах 2010 и 2011 годов был главным тренером самаркандского «Регистана». В 2012 году вернулся в «Динамо», став помощником главного тренера. Во второй половине того года работал помощником главного тренера «Бухары». В начале 2013 года был назначен главным тренером самаркандских «динамовцев» и руководил командой до июля того года. Со второй половины того сезона помощник главного тренера «Динамо Самарканд», а с лета являлся помощником главного тренера «Бухары».
В 2017 году переехал на жительство в Россию, умер 14 марта 2018 года в Калининграде.